# Szalai Attila (karikaturista)
Szalai Attila (Szabadka, 1964. január 15. –) mezőgazdasági mérnök, tördelőszerkesztő, karikaturista, fotós. Az Újvidéki Egyetem Mezőgazdasági Karán végzett. Öt évig dolgozott ebben a szakmában. Smederevóban a Kenyér témájú nemzetközi rendezvényen 3. díj (1997); Kovinban a Duna témára különdíj (1997); a Délmagyarország c. napilap Szeged c. karikatúrapályázat 1. díja (1997); Magyar Karikatúrafesztivál, Magyarország és az EU témára közönségdíj (1998). Első rajza 1995-ben jelent meg a Magyar Szó Grimasz c. szatirikus mellékletében, azóta rendszeresen megjelennek karikatúrái a Magyar Szóban, a Szabad Hét Napban, az Ošišani jež-ben, Mézeskalácsban, néha a Magyar Nemzetben. Sajátos rajzstílusa mind a politikai tárgyú, mind az egyszerű kisembert érintő témáknál kifejezésre jut.

## Bibliográfia
Szalai Attila: Sports & arts & rock & roll = Sport, umetnost i rock & roll = Sport, művészet és rock & roll; Szabadka : Hét Nap, 2016